# سوشمیتا دیو
سوشمیتا دیو (زادهٔ ۲۵ سپتامبر ۱۹۷۲ میلادی) یک سیاستمدار زن اهل کشور هند است که عضو پیشین کنگره ملی هند نیز بوده‌است. او یکی از اعضای ۱۶امین لوک سبها از حوزهٔ انتخابیه سیلچار درآسام بود. وی در حال حاضر رئیس ماهیلا کنگره است.